# Campeonato Mundial de Esgrima de 1978
O Campeonato Mundial de Esgrima de 1978 foi a 43ª edição do torneio organizado pela Federação Internacional de Esgrima (FIE) entre 12 de julho a 22 de julho de 1978. O evento foi realizado em Hamburgo, Alemanha Ocidental. 

## Resultados
Os resultados foram os seguintes. 
Masculino
| Evento             | Ouro                                                                                          | Prata | Bronze                                                                                        |
| Espada individual  | Alemanha Ocidental · Alexander Pusch                                                          | França · Philippe Riboud                                                                                        | Suécia · Hans Jacobson                                                                        |
| Espada por equipe  | Hungria · Csaba Fenyvesi · Ernő Kolczonay · Jenő Pap · István Osztrics · Győző Kulcsár        | União Soviética · Boris Lukomski · Ashot Karaguian · Leonid Dunayev · Alexandr Abushajmetov · Valeri Jondogo    | Suécia · Johan Harmenberg · Rolf Edling · Göran Malkar · Hans Jacobson · Carl von Essen       |
| Florete individual | França · Didier Flament                                                                       | União Soviética · Alexandr Romankov                                                                             | Alemanha Ocidental · Harald Hein                                                              |
| Florete por equipe | Polónia · Bogusław Zych · Adam Robak · Arkadiusz Godel · Marian Sypniewski · Leszek Martewicz | França · Didier Flament · Frédéric Pietruszka · Bruno Boscherie · Philippe Bonnin · Pascal Jolyot               | União Soviética · Alexandr Romankov · Vladimir Smirnov · Vladimir Denisov · Vladimir Lapitski |
| Sabre individual   | União Soviética · Viktor Krovopuskov                                                          | União Soviética · Mikhail Burtsev                                                                               | Itália · Michele Maffei                                                                       |
| Sabre por equipe   | Hungria · Imre Gedővári · Pál Gerevich · Ferenc Hammang · Zoltán Nagyházi · György Nébald     | União Soviética · Mijail Burtsev · Vladimir Nazlymov · Viktor Krovopuskov · Alexandr Nikishin · Viktor Bazhenov | Itália · Michele Maffei · Angelo Arcidiacono · Mario Aldo Montano · Gianfranco Dalla Barba    |

Feminino
| Evento             | Ouro                                                                                    | ' Prata                                                                                     | Bronze                                                                             |
| Florete individual | União Soviética · Valentina Sidorova                                                    | Tchecoslováquia · Katarína Lokšová-Ráczová                                                  | Alemanha Ocidental · Cornelia Hanisch                                              |
| Florete por equipe | União Soviética · Olga Kniazeva · Valentina Sidorova · Nailia Guiliazova · Elena Belova | Polónia · Jolanta Królikowska · Barbara Wysoczańska · Agnieszka Dubrawska · Delfina Skąpska | Roménia · Suzana Ardeleanu · Viorica Ţurcanu · Magdalena Chezan · Marcela Moldovan |

## Quadro de medalhas
País sede
| Ordem | País               | Medalha de ouro | Medalha de prata | Medalha de bronze |    |
| ----- | ------------------ | --------------- | ---------------- | ----------------- | -- |
| 1     | União Soviética    | 3               | 4                | 1                 | 8  |
| 2     | Hungria            | 2               |                  |                   | 2  |
| 3     | França             | 1               | 2                |                   | 3  |
| 4     | Polónia            | 1               | 1                |                   | 2  |
| 5     | Alemanha Ocidental | 1               |                  | 2                 | 3  |
| 6     | Checoslováquia     |                 | 1                |                   | 1  |
| 7     | Itália             |                 |                  | 2                 | 2  |
|       | Suécia             |                 |                  | 2                 | 2  |
| 9     | Roménia            |                 |                  | 1                 | 1  |
| TOTAL | TOTAL              | 8               | 8                | 8                 | 24 |